# Philipp Hansa
Philipp Hansa (* 3. června 1990 Graz) je rakouský rozhlasový moderátor a herec.

## Život
Narodil se 3. června 1990 ve Štýrském Hradci, kde pak také vyrůstal. V době jeho narození bylo jeho otci Friedrichovi 49 let. Philippův děd Arthur Hansa se narodil v roce 1880 a Friedricha měl ve svých 62 letech. Matka Elisabeth, organizátorka v eventové agentuře, měla s Friedrichem ještě o dva roky staršího syna Paula. Rodiče Philippa přivedli mimo jiné ke kopané, stal se kapitánem místního fotbalového týmu.
V roce 2007 Hansa podnikl půlroční studijní pobyt na Nambourské státní střední škole (Nambour State High School) ve městě Nambour v australském státě Queensland. V roce 2008 maturoval na Akademickém gymnáziu ve Štýrském Hradci. V letech 2009 až 2013 studoval podnikovou ekonomiku na Univerzitě Karla Františka ve Štýrském Hradci a na Ekonomické univerzitě ve Vídni. Do Vídně se přestěhoval, konkrétně do 9. městského okresu Alsergrundu.

### Rozhlasová kariéra
V době svých vysokoškolských studií nastoupil v létě 2011 jako praktikant do Hitradia Ö3 rakouského ORF a od ledna 2012 se stal jeho stálým zaměstnancem. Zprvu pracoval v marketingu a reklamách, jako moderátor poté uspěl v zábavním pořadu Hansmann kann...!?! V dubnu 2014 začal společně s Gabi Hillerovou uvádět sobotní pořad Frag das ganze Land. Od února 2015 nastoupil jako nástupce moderátora Andiho Knolla do ranního rozhlasového pořadu Ö3-Wecker, nejposlouchanějšího ranního pořadu v zemi pod vedením Roberta Kratkyho. Stal se tak ve svých 23 letech nejmladším moderátorem v historii tohoto pořadu. Od října 2017 začal spolu s Olivií Peterovou uvádět pořad Ö3-Drivetime-Show.
V květnu 2019 vyhlašoval za Rakousko výsledky hlasování v hudební soutěži Eurovision Song Contest 2019 v Tel Avivu a téže role se ujal i v dalším ročníku soutěže v květnu 2021 v Rotterdamu (ročník 2020 byl kvůli pandemii covidu-19 vynechán).

### Herectví
Philipp Hansa se příležitostně věnuje i herectví. V roce 2013 se objevil po boku Tatjany Alexanderové jako milenec v krátkém několikaminutovém filmu Anny Kirstové Das Fest der Liebe. V roce 2014 se účastnil natáčení westernového nezávislého filmu Last Willage. Později následoval projekt režisérky Gerdy Leopoldové Karussell (2016). Jednalo se o celovečerní experimentální film, složený z deseti epizod a natáčený pěti kamerami z pohledu protagonistů ve 360° formátu. Hansa se zde opět potkal s Tatjanou Alexanderovou a ztvárnil učitele z mateřské školy. Později Leopoldová prezentovala film pod názvem Eine Sache der Perspektive (2020).
Další herecké příležitosti Hansa dostal v kriminálních televizních seriálech. V roce 2014 se objevil v epizodní roli Jakoba Schumanna v 12. dílu 9. řady seriálu Soko Vídeň (SOKO Donau) a v roce 2017 hrál Tobiase Kuschnera v úvodním dílu 16. řady seriálu Vraždy v Kitzbühelu (SOKO Kitzbühel).

## Ocenění
- 2016: Rakouská rádiová cena (Österreichische Radiopreis) – zlato v kategorii Best Newcomer[15][38]
- 2019: vyhlášen jako jeden z „Nejlepších 30 žurnalistů do 30 let“ časopisu Der Österreichische Journalist[18]